# St-Romain (Saint-Romain, Côte-d’Or)

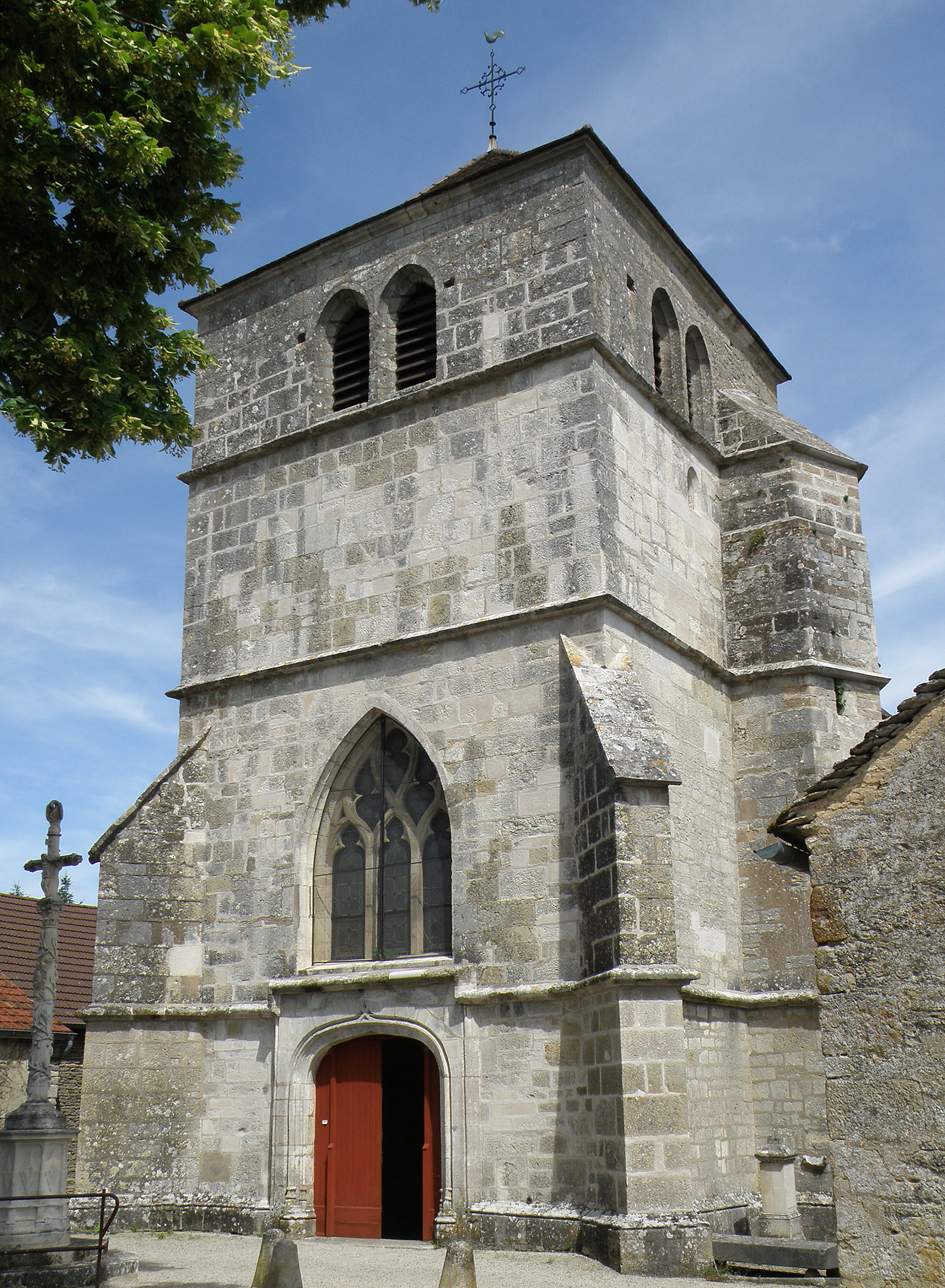
Pfarrkirche Saint-Romain

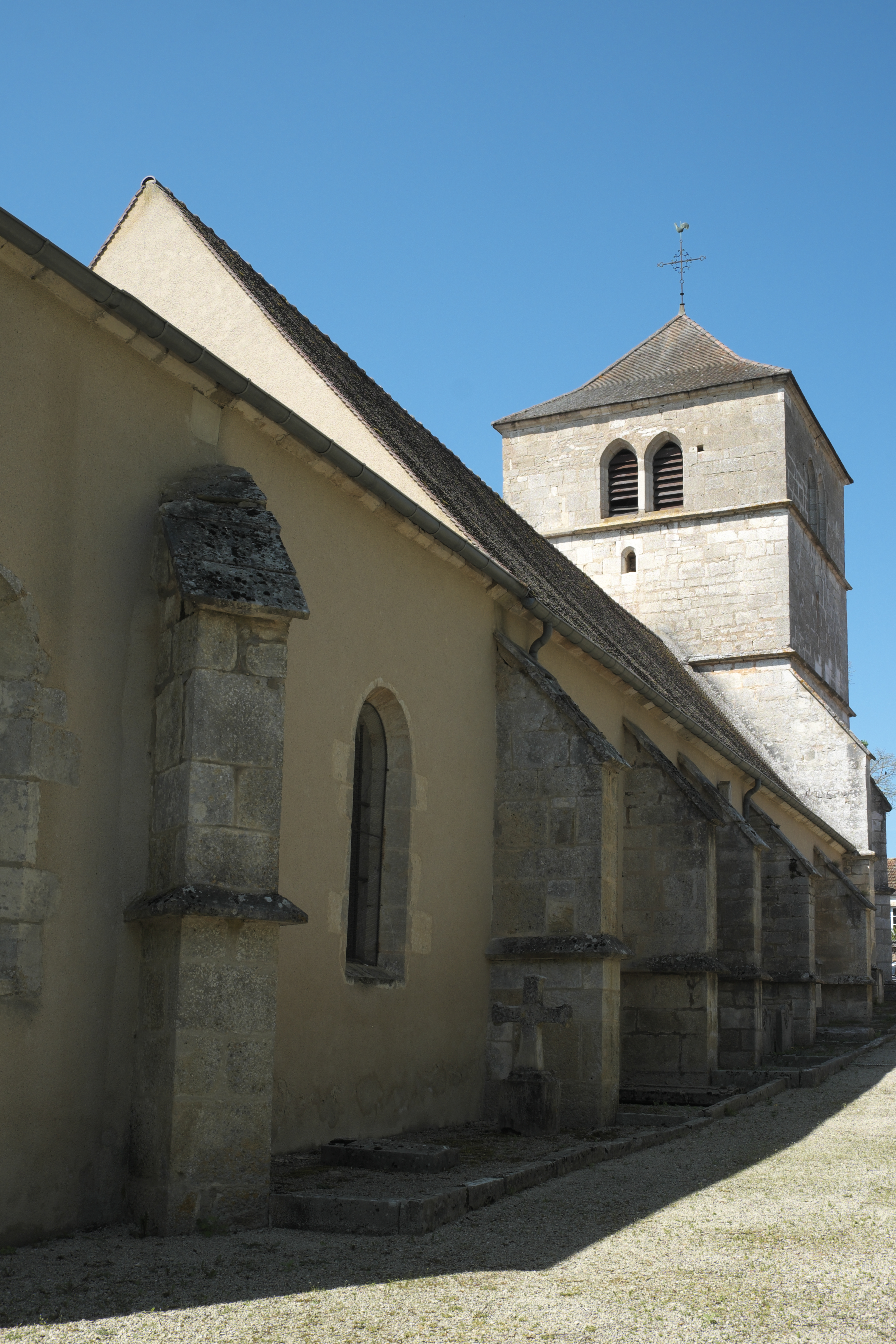
Ansicht von Nordosten

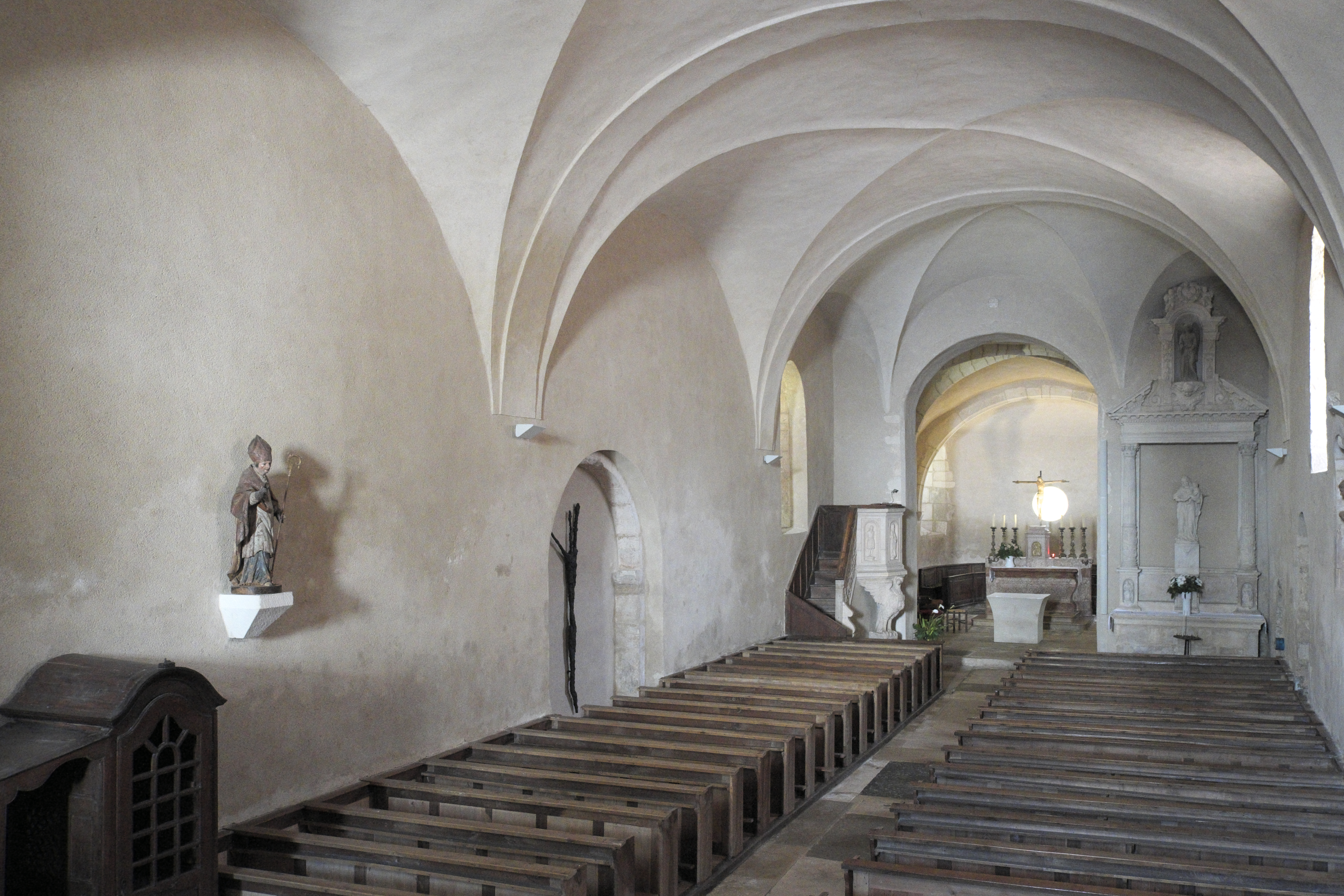
Innenraum

Die katholische Pfarrkirche Saint-Romain in Saint-Romain, einer Gemeinde im Département Côte-d’Or in der französischen Region Bourgogne-Franche-Comté, wurde Ende des 15. oder zu Beginn des 16. Jahrhunderts an der Stelle eines Benediktinerpriorates errichtet. In der Kirche sind Skulpturen und Ausstattungsstücke erhalten, die als Monument historique klassifiziert sind. Die Kirche steht auf der Liste des Inventaire général du patrimoine culturel, des Verzeichnisses des kulturellen Erbes in Frankreich.

## Geschichte
Als erste Pfarrkirche von Saint-Romain diente die Kapelle der Burg, die im 11./12. Jahrhundert errichtet worden war und von der nur noch Ruinen erhalten sind. Im ausgehenden Mittelalter übertrug man die Funktion der Pfarrkirche auf die dem heiligen Hilarius von Poitiers geweihte Kirche des Benediktinerpriorats, das die Abtei Cluny vermutlich im 11. Jahrhundert auf der Anhöhe an der heutigen Stelle der Pfarrkirche eingerichtet hatte und das bis Ende des 16. Jahrhunderts bestand. Für die neue Nutzung als Kloster- und Pfarrkirche verlängerte man das Langhaus, errichtete einen neuen Chor im Osten und den mächtigen Glockenturm mit der Portalvorhalle an der Westfassade. Im 17. Jahrhundert wurde das Gewölbe des Langhauses erneuert und die Kirche erhielt eine neue Ausstattung. Im 18. Jahrhundert fanden weitere umfangreiche Renovierungsarbeiten statt. Im 19. Jahrhundert wurde die Sakristei errichtet.

## Architektur
Der Glockenturm wird von Strebebögen gerahmt und durch Gesimse in vier Stockwerke gegliedert. Das Glockengeschoss ist von rundbogigen Klangarkaden durchbrochen. Im Erdgeschoss ist ein kielbogiges Portal eingeschnitten, darüber öffnet sich ein dreibahniges Maßwerkfenster. Elf Stufen führen von der Portalvorhalle zum einschiffigen Langhaus.

## Bleiglasfenster
Die Kirche ist mit Bleiglasfenstern aus dem 19. Jahrhundert ausgestattet. Das Fenster mit der Darstellung des heiligen Josef trägt die Signatur von Joseph Besnard. Auf den anderen Fenstern sind der  Erzengel Michael, der heilige Benignus von Dijon und der heilige Hilarius von Poitiers dargestellt. Ein Fenster ist der Unterweisung Mariens gewidmet. Ein weiteres Fenster zeigt Maria, die auf der Mondsichel  steht und die Schlange zertritt. Sie weist auf ihr Herz, das von einem Schert durchbohrt wird.

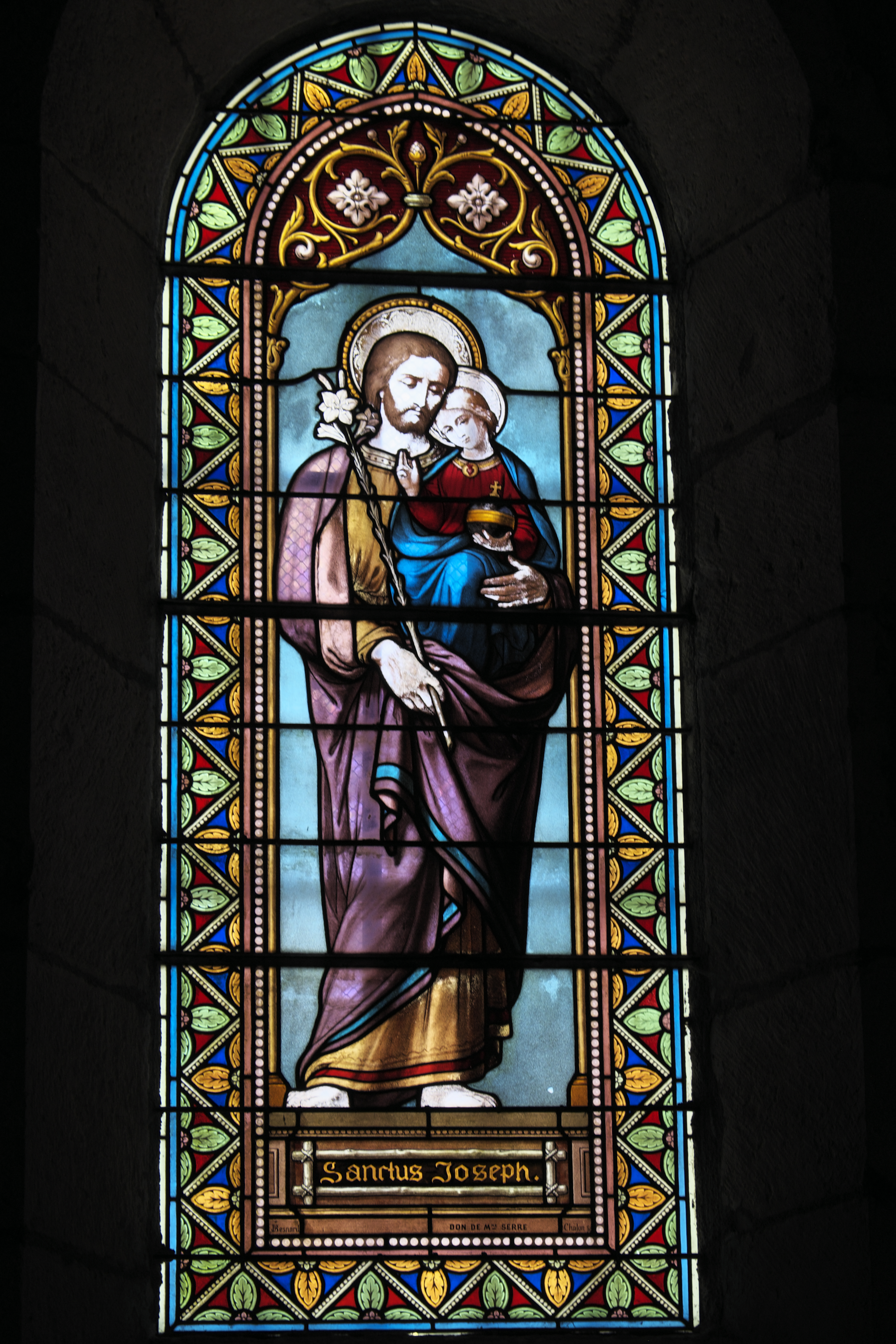
Heiliger Josef mit dem Jesuskind
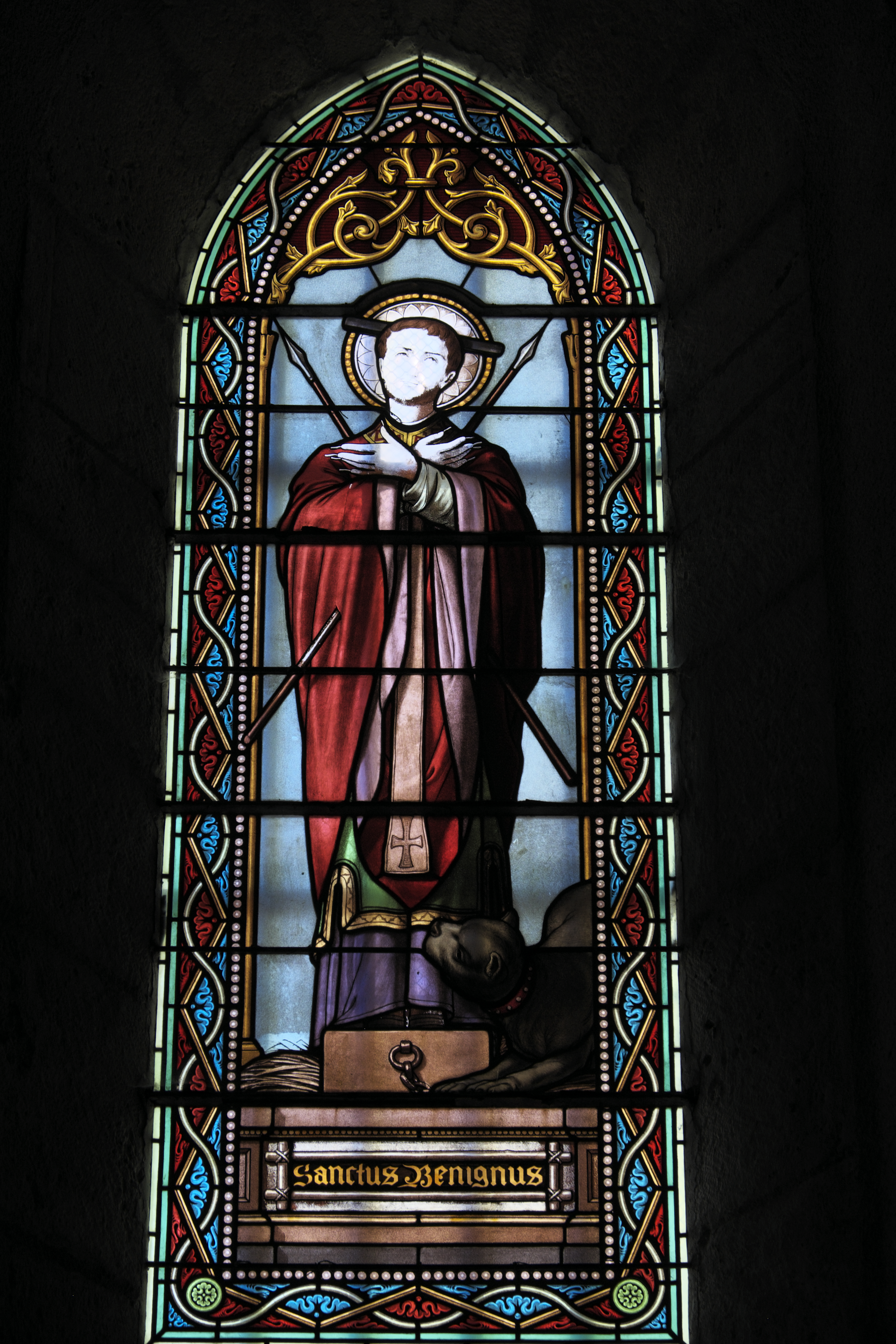
Benignus von Dijon
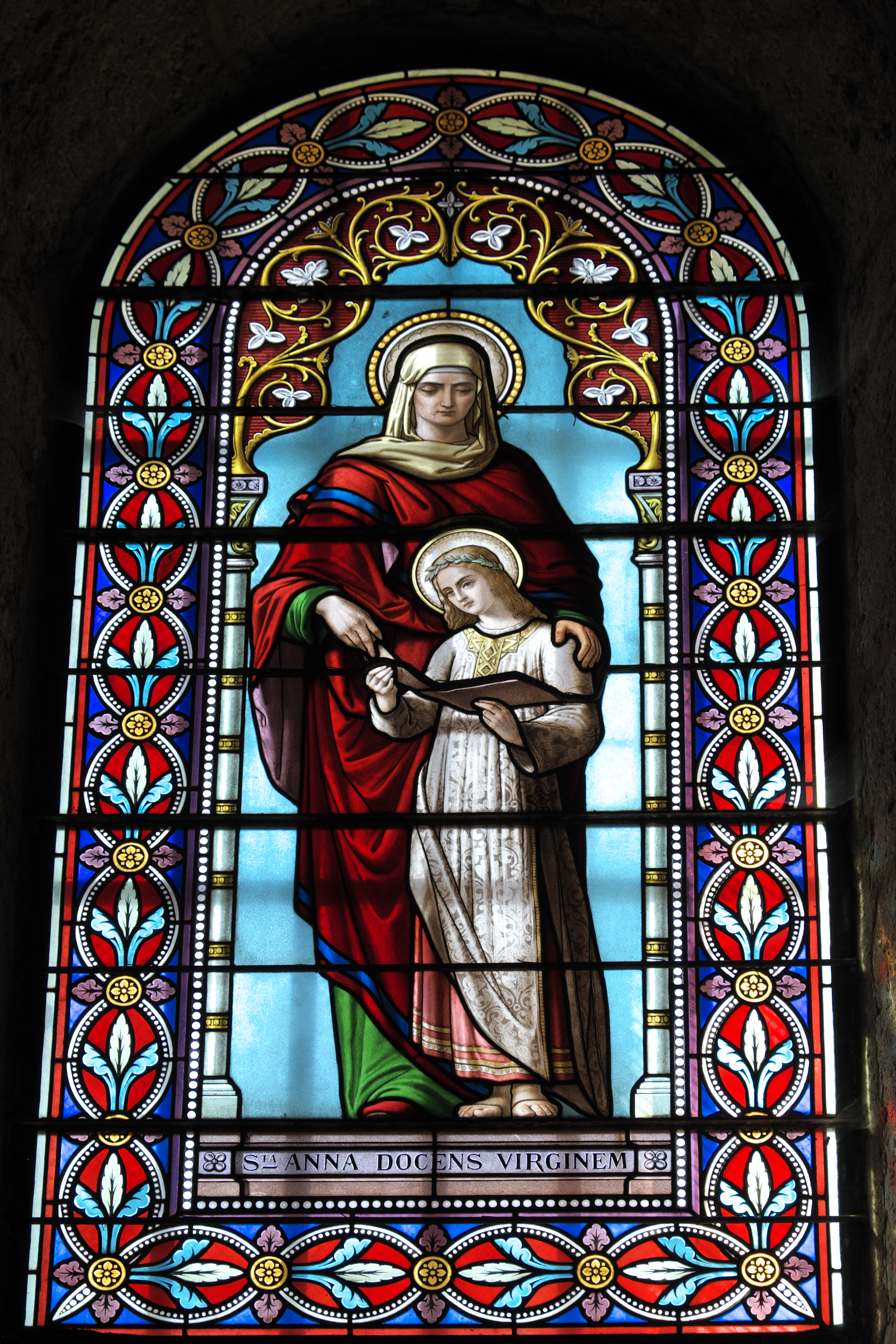
Unterweisung Mariens
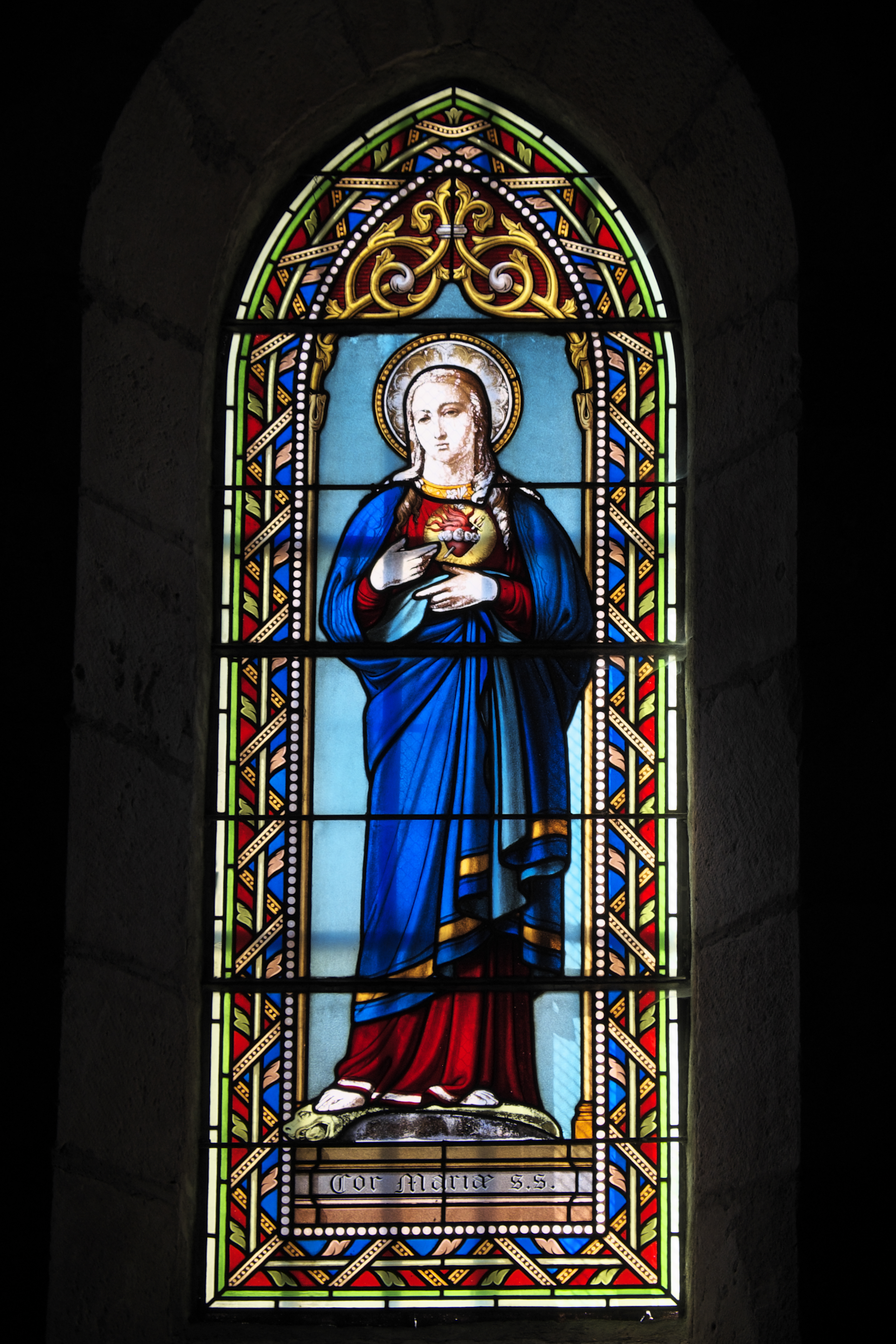
Maria

## Ausstattung
- In der Vorhalle ist ein Taufbecken aufgestellt, das ins 14. Jahrhundert datiert wird.[2]
- Die Kanzel stammt aus dem frühen 17. Jahrhundert. Der steinerne Kanzelkorb ist mit den Reliefs eines Bischofs und zwei weiterer Figuren verziert. Er wird von einer großen Adlerskulptur getragen, die auf einem Sockel steht. Am Kanzelaufgang sind Weinranken und Vögel, die an den Trauben picken, dargestellt. Der Schalldeckel ist aus Holz geschnitzt. Im Jahr 1851 wurde die Kanzel an ihre heutige Stelle versetzt, restauriert und ergänzt.[3]

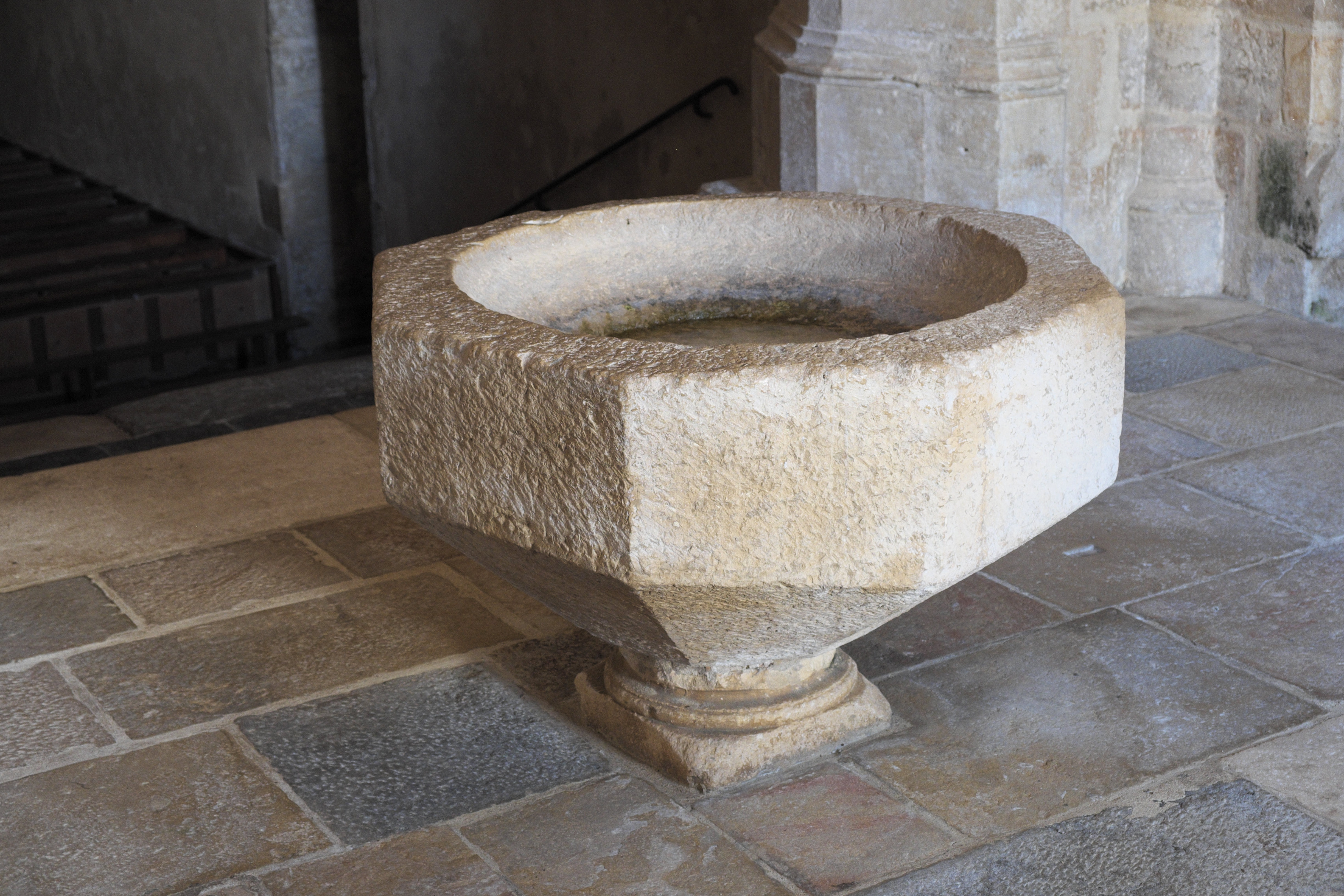
Taufbecken
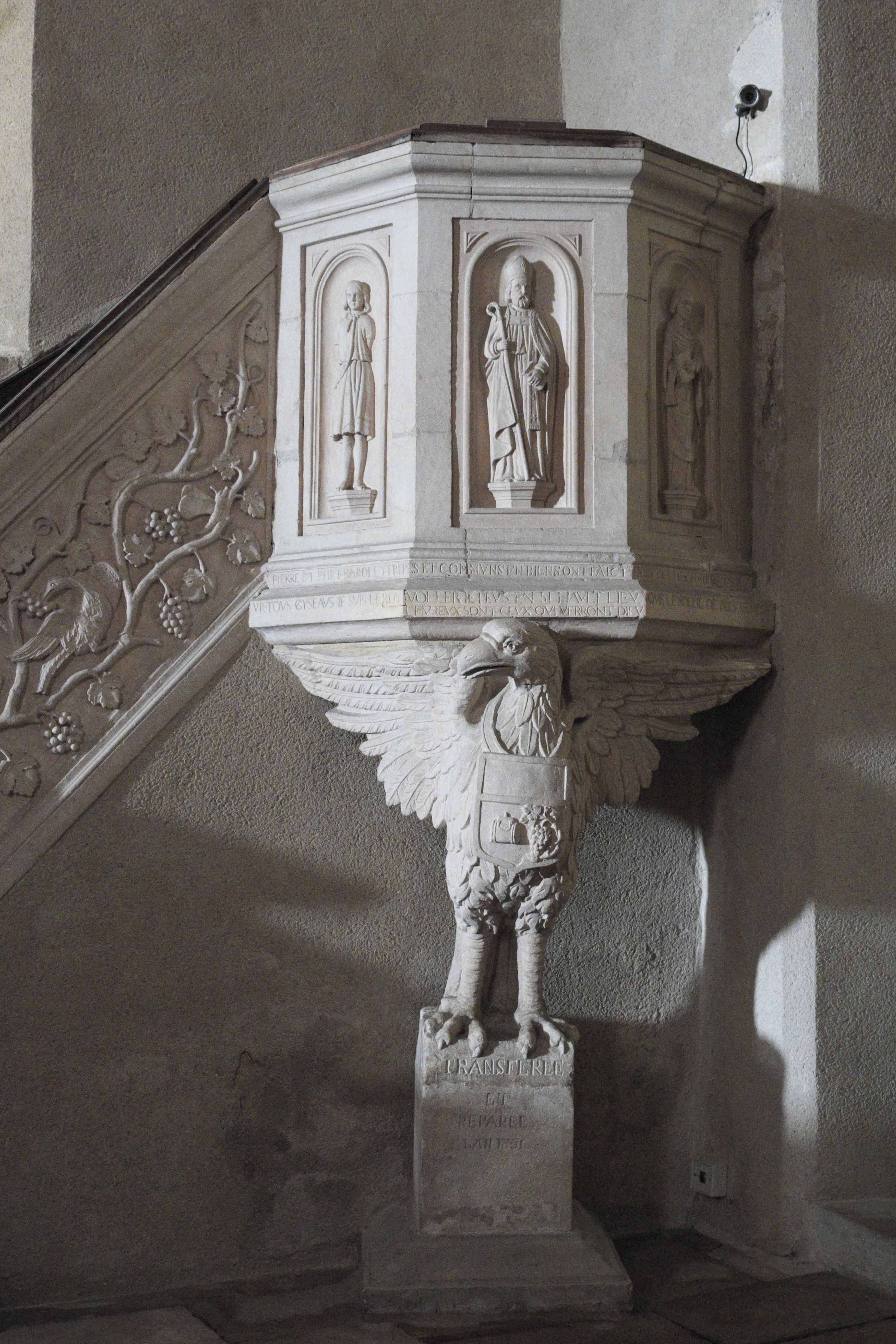
Kanzel
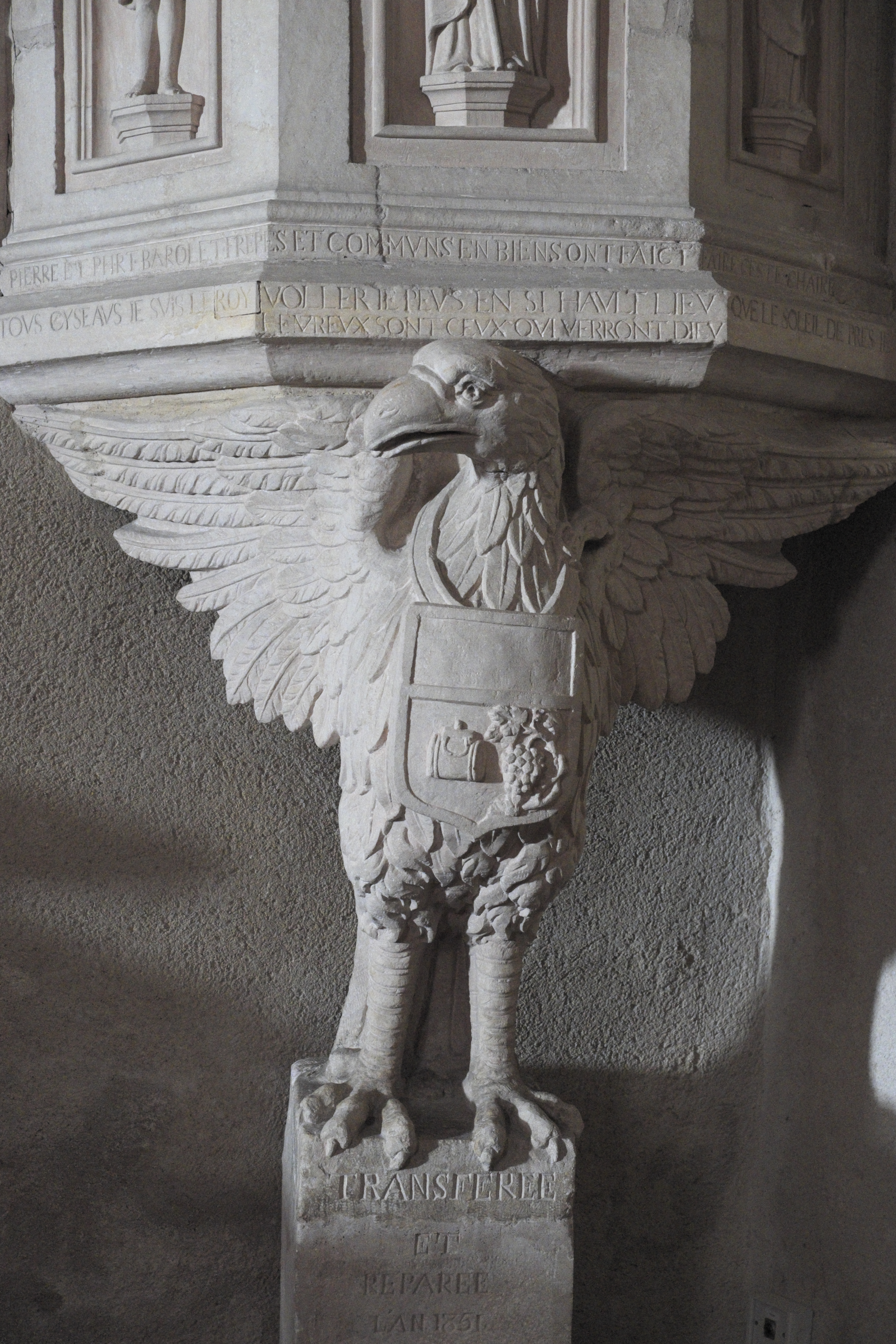
Kanzel

- Die Figur des heiligen Antonius ist eine Arbeit aus dem 16.  Jahrhundert.[4] Antonius ist mit seinen Attributen ausgestattet, dem Buch, der Glocke, dem Schwein. Das Feuer unter seinen Füßen erinnert an das Antoniusfeuer, eine Seuche, gegen die der Heilige um Hilfe angefleht wurde.
- Die Figurengruppe der Unterweisung Mariens[5] stammt wie die Figur des Johannes des Täufers aus der ersten Hälfte des 17. Jahrhunderts. Johannes ist mit einem Fell bekleidet, auf dem Schriftband, das sich um seinen Körper windet, steht die Inschrift: „ECCE AGNUS DEI“.[6]
- Aus dem 17. Jahrhundert stammt auch das Relief der Kreuzigungsgruppe mit Maria und Johannes. Am Fuße des Kreuzes ist Maria Magdalena neben einem Totenschädel und ihrem Salbgefäß dargestellt.
- Die Figur des Apostels Johannes, die in das 17. Jahrhundert datiert wird, weist mit der Marienfigur, die im 19.  Jahrhundert angefertigt wurde, in der Art der Verarbeitung, der Haltung und des Faltenwurfes völlige Übereinstimmung auf. Vermutlich ist die Marienfigur eine Nachbildung des verlorengegangenen Gegenstücks zur Johannesfigur. Beide Figuren sind als Monuments historique klassifiziert.[7]

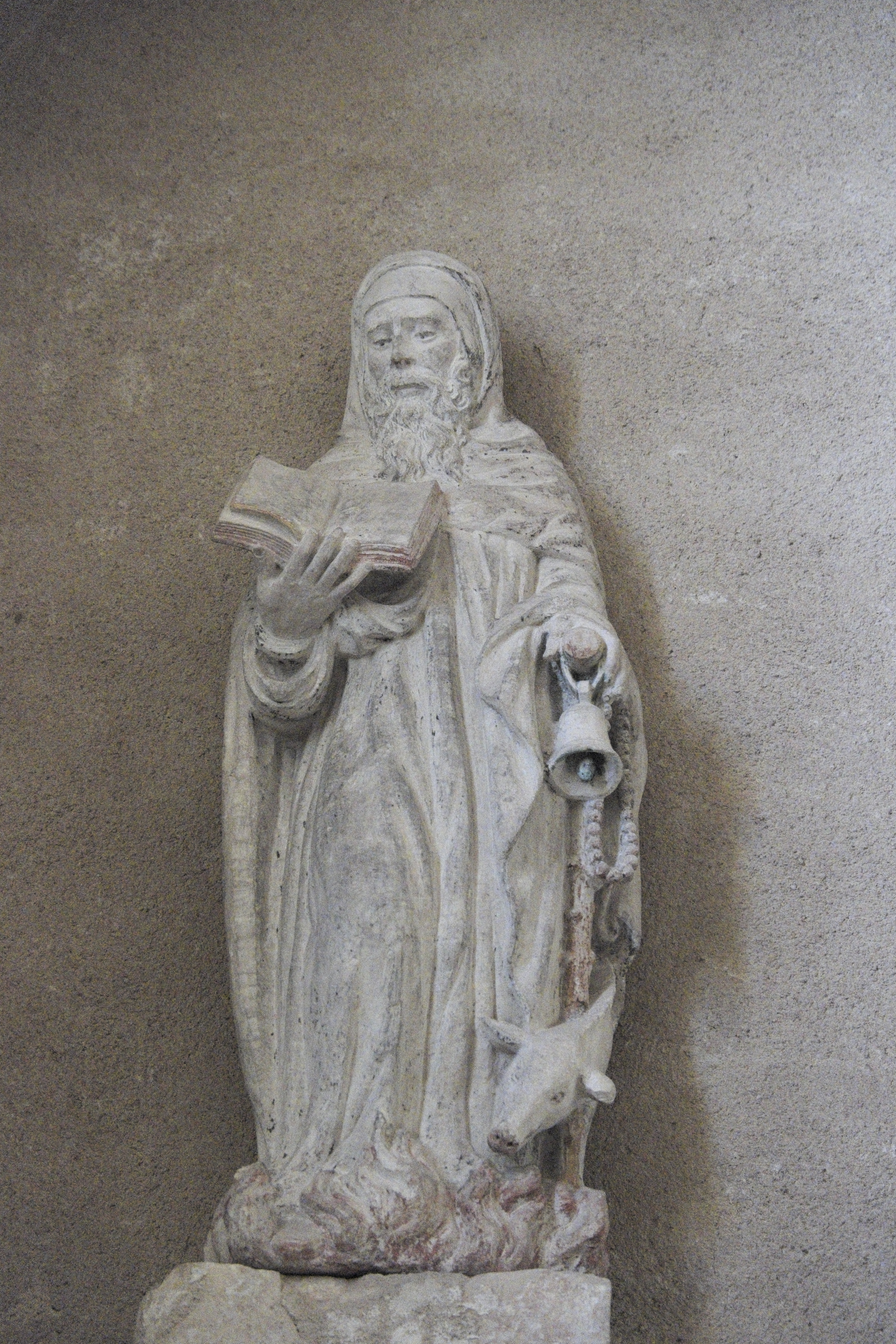
Antonius der Große
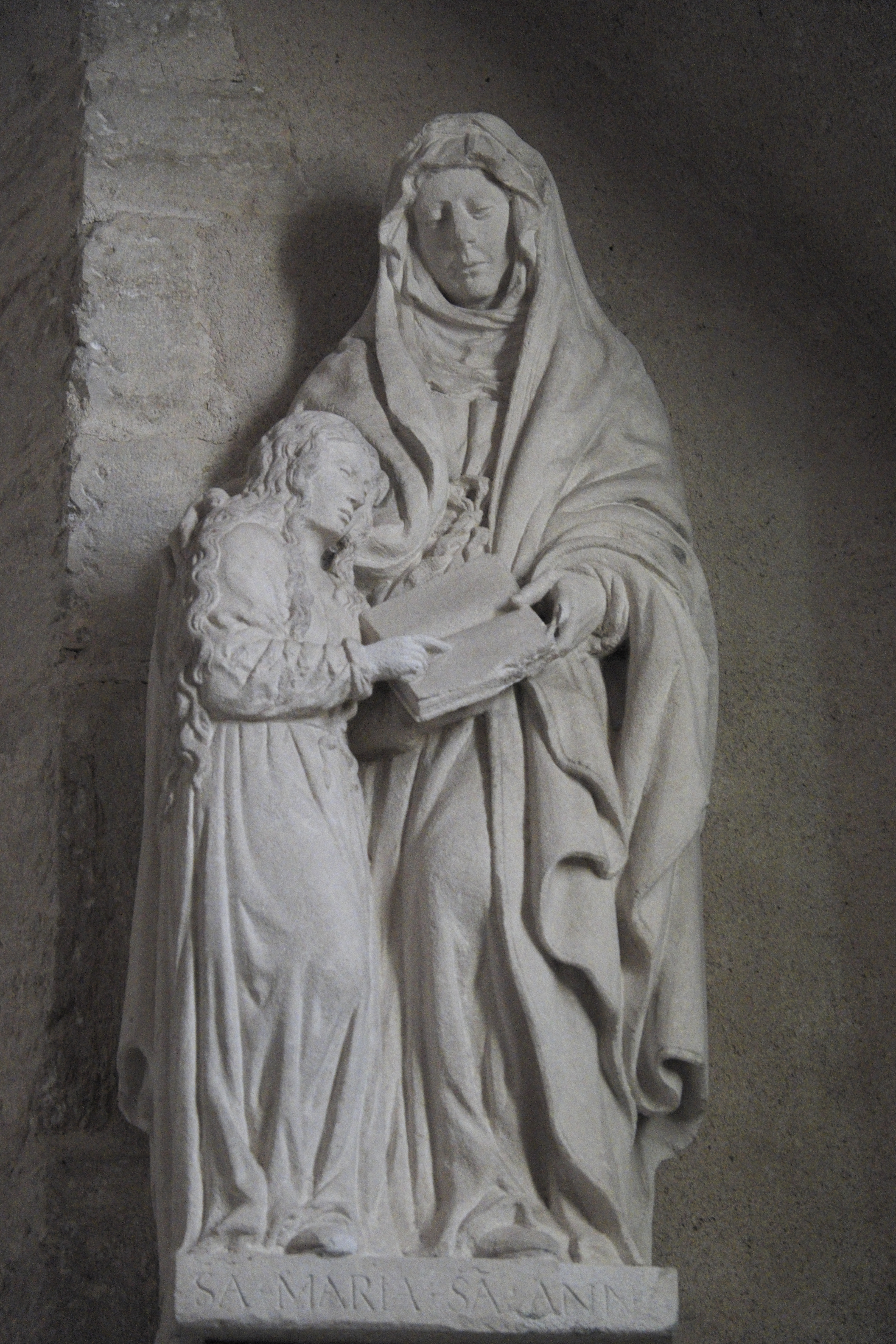
Unterweisung Mariens
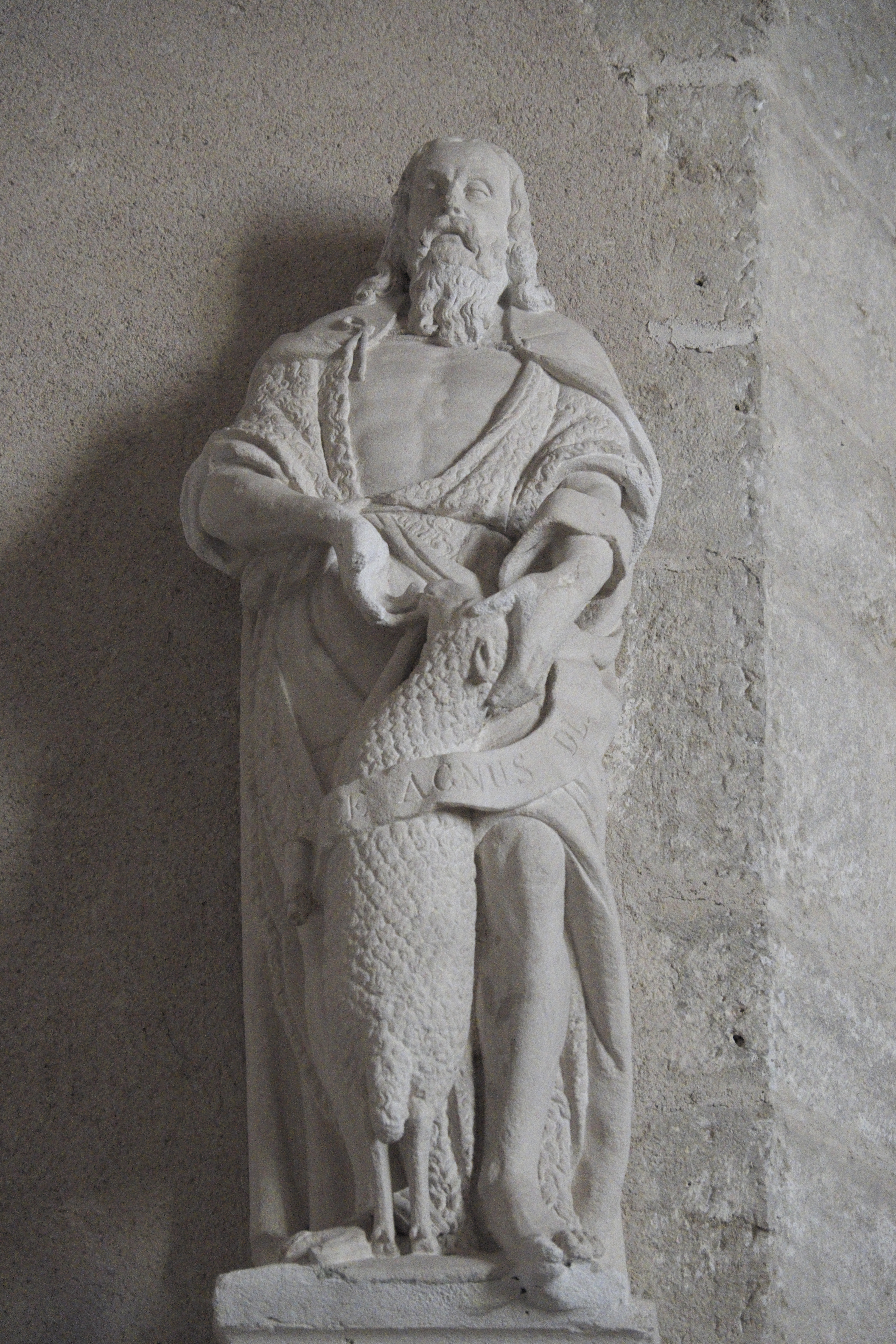
Johannes der Täufer mit Lamm
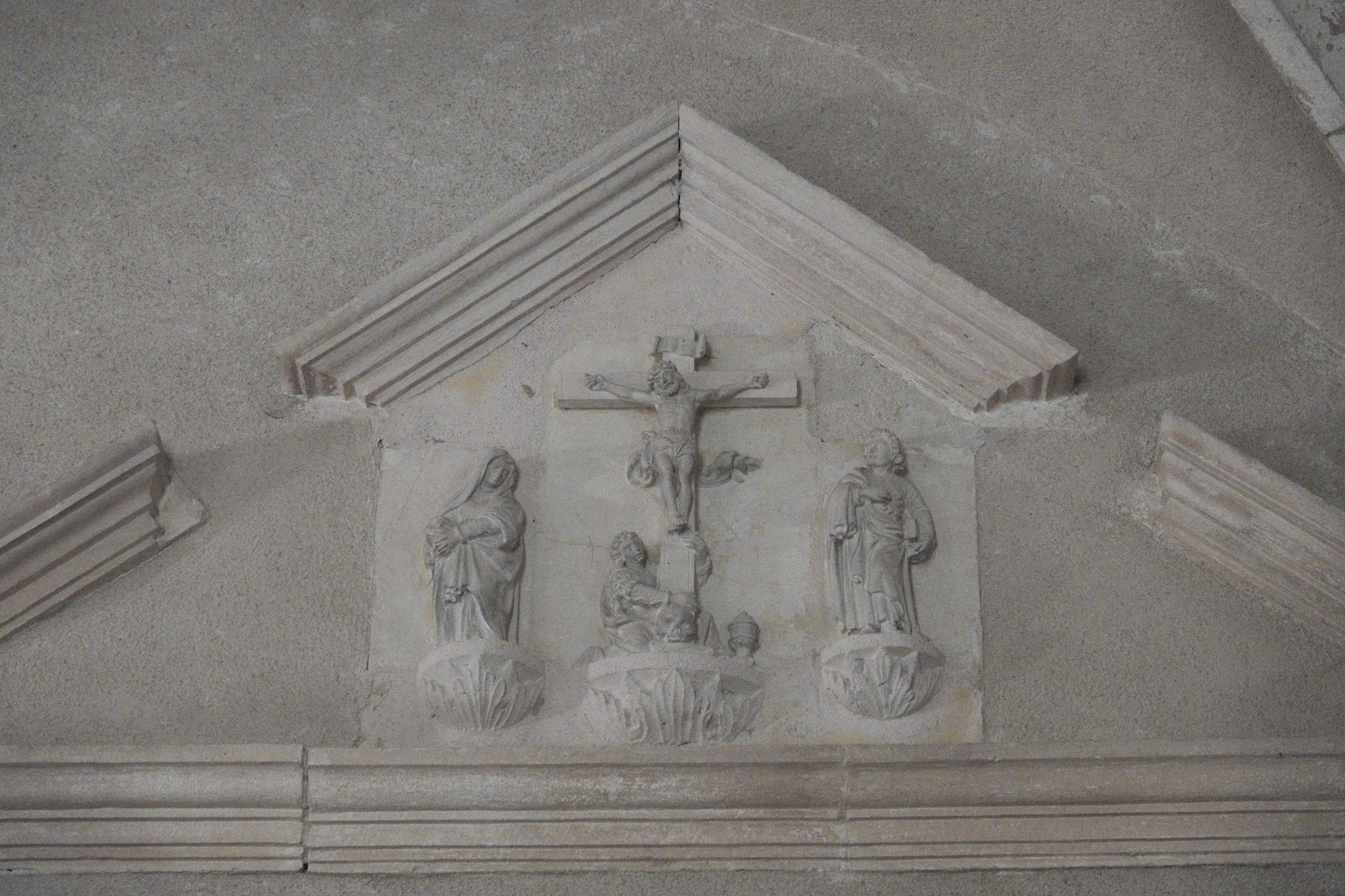
Kreuzigungsgruppe aus dem 17. Jahrhundert
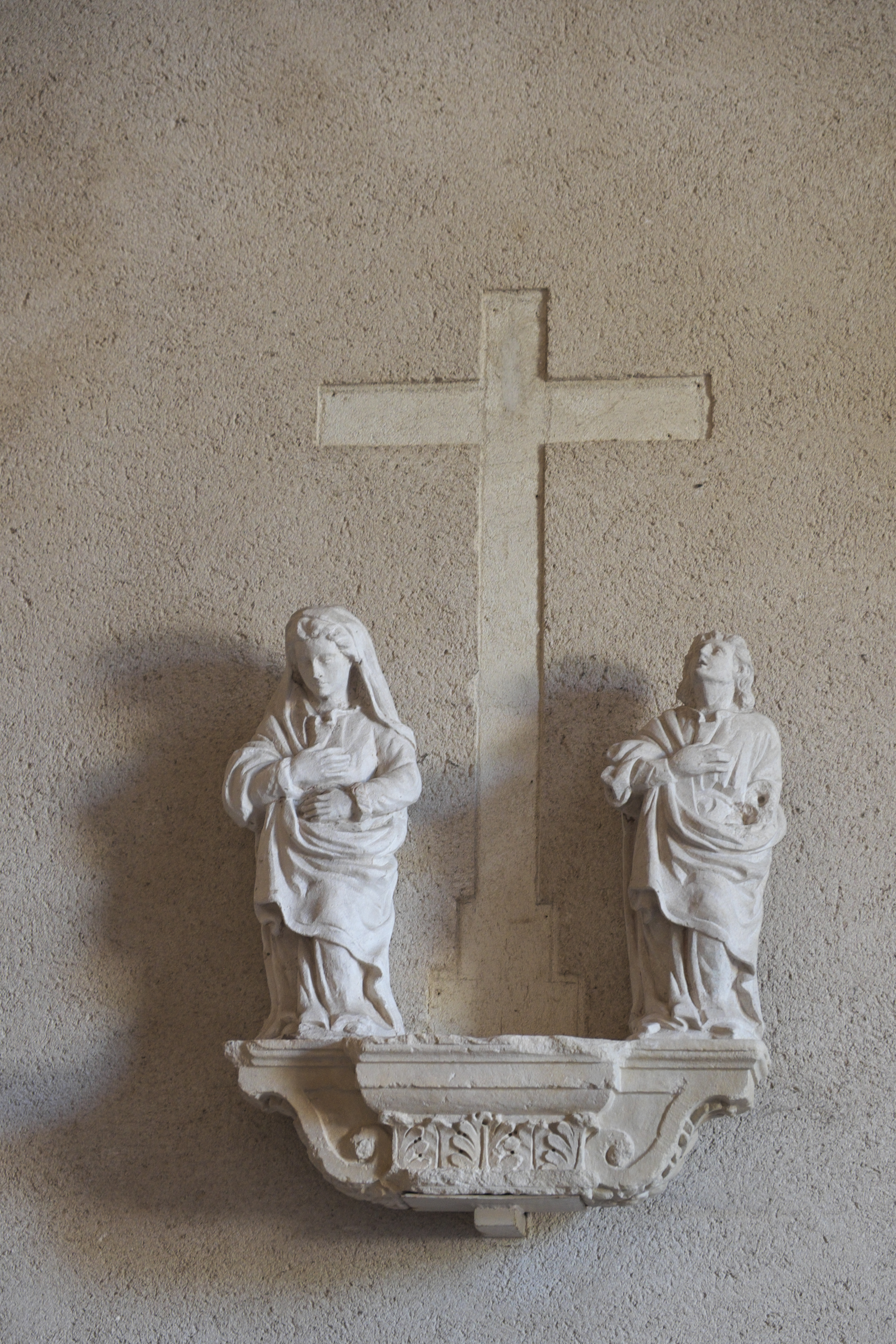
Maria und Apostel Johannes